# District de Tvrdošín
Le district de Tvrdošín est l'un des 79 districts de Slovaquie dans la région de Žilina.

## Démographie

### Évolution de la population
| Année:               | 1994.  | 2004.   | 2014.   | 2024.   |
| -------------------- | ------ | ------- | ------- | ------- |
| Nombre de personnes: | 33 588 | 35 541  | 36 066  | 35 749  |
| Différence:          |        | +5,81 % | +1,47 % | -0,87 % |

| Année:               | 2023.  | 2024.   |
| -------------------- | ------ | ------- |
| Nombre de personnes: | 35 745 | 35 749  |
| Différence:          |        | +0,01 % |

## Liste des communes
Source :

### Ville
- Tvrdošín
- Trstená

### Villages
Brezovica | Čimhová | Habovka | Hladovka | Liesek | Nižná | Oravský Biely Potok | Podbiel | Suchá Hora | Štefanov nad Oravou | Vitanová | Zábiedovo | Zuberec